# Хайфонг
Хайфонг (на виетнамски: Hải Phòng) е град във Виетнам. Населението му е 769 739 жители (по данни от 2009 г.), с прираст от 4% годишно, а площта 1507,57 кв. км. Името на града означава Брегова отбрана. Оснавателката на града е жена генерал от Виетнамската революция срещу китайците през 43 г. Средната температура през годината е около 23 градуса по Целзий, а вали средно през 147 дни от годината.